# Marta Herford

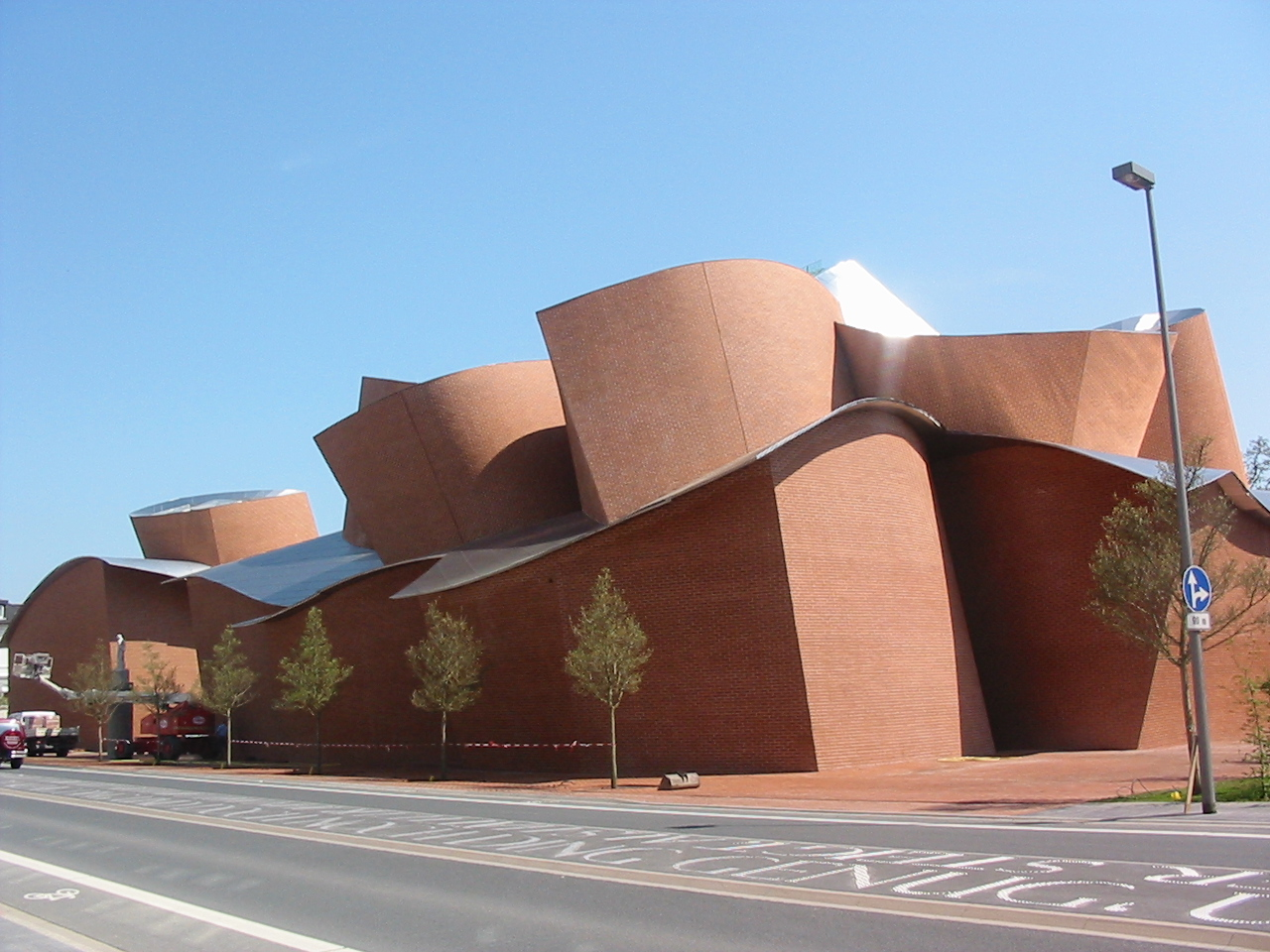
MARTa Herford, Außenansicht des Museumsbaus von Frank Gehry, im Mai 2005

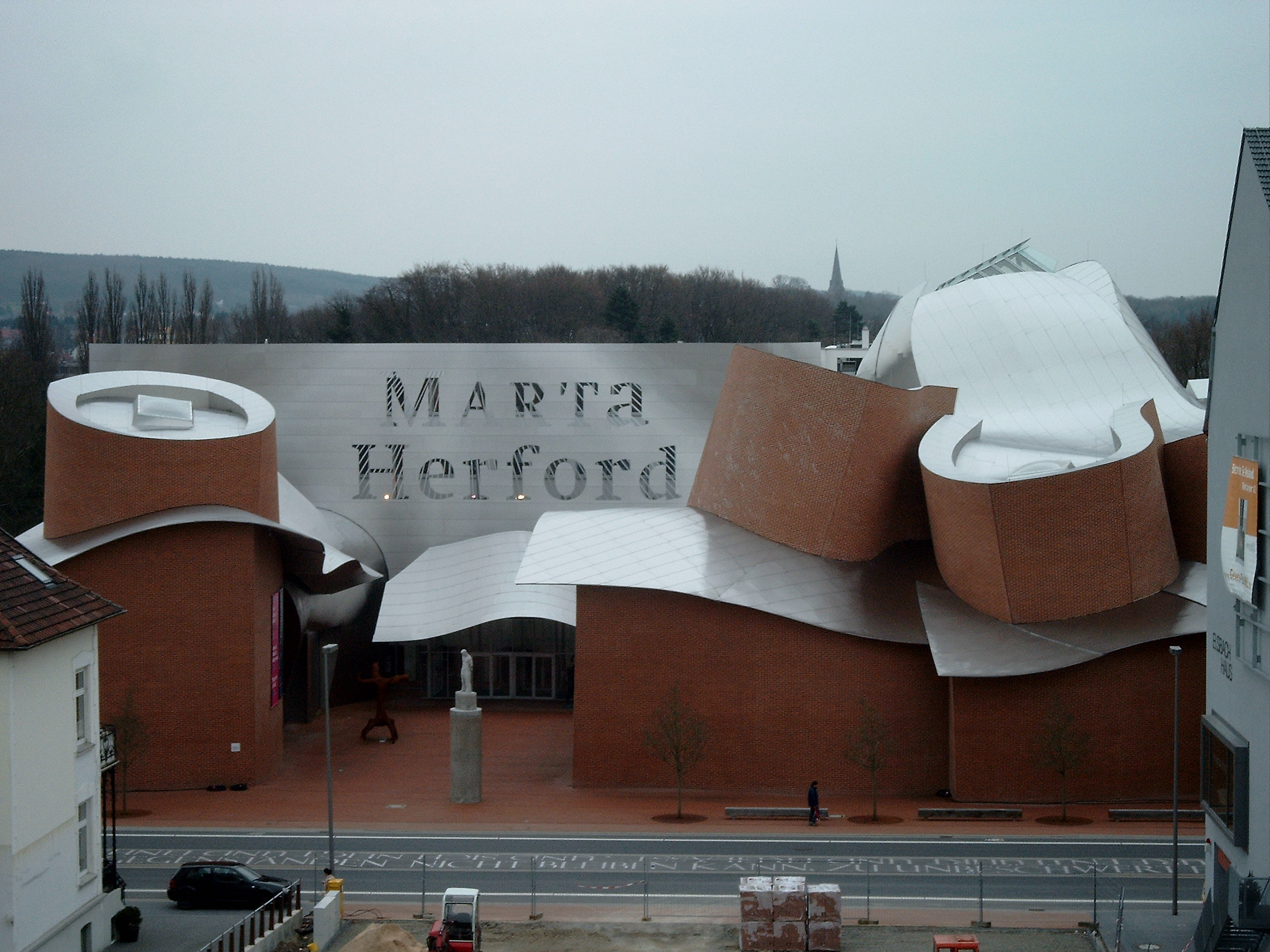
Dachkonstruktion des Museumsbaus von Frank Gehry, im April 2006

Das Marta Herford ist ein Museum für zeitgenössische Kunst, das auch Verbindungen zu Design und Architektur herstellt. Das Gebäude wurde vom Architekten Frank Gehry entworfen und 2005 eröffnet. Gründungsdirektor war der Belgier Jan Hoet. Von Anfang 2009 bis Ende 2021 leitete Roland Nachtigäller als Künstlerischer Direktor das Museum. Seit Anfang 2022 ist Kathleen Rahn künstlerische Leitung und alleinige Direktorin.
Der zur Gründung gefundene Name MARTa setzt sich aus M für „Museum“, ART für „Kunst“ und a für „Ambiente“ bzw. „Architektur“ zusammen. Zum zehnjährigen Jubiläum 2015 wurden auch das Erscheinungsbild behutsam überarbeitet und die Leitideen präzisiert. Seitdem führt das Museum den Namen Marta Herford, die bisherige Schreibweise MARTa wurde durch „Marta“ ersetzt.
Im Dezember 2014 erklärte die deutsche Sektion des Internationalen Kunstkritikerverbandes (AICA) das Marta zum Museum des Jahres 2014.

## Lage
Das Museum liegt an der Goebenstraße, etwa 300 Meter vom Herforder Bahnhof entfernt in der Radewiger Feldmark. Zu dem Bereich, der inzwischen Marta-Viertel genannt wird, gehören das Elsbachhaus, ein Parkhaus, die Musikschule Herford, das Marta-Atelier in einer Gründerzeit-Villa, das Museumsdepot, das Büro-, Tagungs- und Veranstaltungsgebäude Lui House, das 2023 eröffnete IntercityHotel Herford, gastronomische Betriebe sowie Wohn- und Bürogebäude.

## Geschichte

### Haus des Möbels
Am 29. November 1996 war der damalige nordrhein-westfälische Wirtschaftsminister Wolfgang Clement zu Gast in Herford. Er hatte die Idee, in der Stadt ein „Haus des Möbels“ zu gründen, da Herford ein bedeutender deutscher Möbelstandort ist und dort und in der Umgebung seit Jahrzehnten namhafte Möbelhersteller beheimatet sind. Das Haus, das den Wirtschaftsstandort Ostwestfalen-Lippe stärken sollte, sollte zur Expo 2000, die in Hannover stattfand, fertig sein und nach Angaben der Stadt zum „Schaufenster der wirtschaftlichen Leistungsfähigkeit von Stadt und Region“ werden. Im Juni 1998 gab der Stadtrat ein Budget von 30,1 Millionen Mark für das Großprojekt frei, das den Grundstückserwerb und alle Baukosten decken sollte, wobei das Land den Bau bezuschussen wollte. Das Haus des Möbels sollte auf dem Gelände der Textilfabrik Ahlers Goldress an der Goebenstraße entstehen. Ahlers hatte das Gebäude von der Hemdenfabrik Elsbach übernommen, von dem auf der gegenüberliegenden Straßenseite noch das Elsbachhaus steht.
In Gedenken an die in einem Konzentrationslager ermordete Schwester des letzten Inhabers erhielt der Platz neben dem Elsbachhaus und gegenüber dem Museum Marta den Namen „Käte-Elsbach-Platz“.

### Museum
Zwischenzeitlich beschloss die Stadt, an das Haus des Möbels ein Möbeldesignmuseum anzugliedern. Durch die Bekanntschaft des damaligen Geschäftsführers des Elektrizitätswerks Minden-Ravensberg GmbH und vormaligen Oberkreisdirektors des Kreises Herford Manfred Ragati mit dem kanadisch-US-amerikanischen Architekten Frank Gehry wurde dieser beauftragt, einen Entwurf für das Gebäude zu erarbeiten. Gründungsdirektor wurde der Belgier Jan Hoet, der 1992 der künstlerische Leiter der Documenta IX war.
Der Inhaber der Firma Ahlers, Jan A. Ahlers, wollte seine Bildersammlung dem Museum als Dauerleihgabe zur Verfügung stellen. Ahlers hatte innerhalb von über 35 Jahren eine der größten und geschlossensten Privat-Sammlungen des Expressionismus zusammengetragen. Da sich Jan Hoet aber nur der zeitgenössischen Kunst des 21. Jahrhunderts widmen wollte, zog Ahlers sein Angebot zurück. Daraufhin verkaufte der damals 66-Jährige die mehr als 100 Werke umfassende Kollektion im Jahr 2001. Von einem Teil des Erlöses erwarb Ahlers für seine neue Sammlung Werke von zeitgenössischen Künstlern, die er zuweilen persönlich kannte.
So entstand ab 2001 ein Museum für zeitgenössische Kunst mit einem besonderen Blick für Architektur und Design. Gehry entwarf ein Gebäude, das entfernt an die Formen des Guggenheim-Museums in Bilbao erinnert. Dabei bezog er auch den Gebäudeteil der ehemaligen Textilfabrik, die 1959 von dem Architekten Walter Lippold errichtet wurde, mit ein. Gehry ließ dieses ursprüngliche Gebäude, das parallel zur Aa verläuft, in seiner Grundstruktur weitestgehend unverändert. Im Lippold-Bau befinden sich heute die Möbelverbände und in der ersten Etage der Ausstellungsraum mit dem Namen „Lippold-Galerie“. Die oberen Etagen des Gebäudes wurden zum Haupteingang hin verkleidet, die neuen Teile des Museums wurden rechts und links davon errichtet.
Bereits während der Bauzeit wurden von Jan Hoet in der Stadt und im Elsbachhaus mehrere Kunstausstellungen durchgeführt. So entstand unter anderem der Kiosk 24, der auch weiterhin als Kunstraum genutzt wird. Im Jahr 2002 erregte eine Ausstellung von Bjarne Melgaard mit dem Titel „Black Low: The punk movement was just hippies with short hair“ für Aufsehen. Sie wurde zuerst verboten und später nur unter Auflagen genehmigt, da neben Bildern mit gewaltverherrlichenden Motiven auch eine Ziege als Metapher des Bösen in einen schwarzen Latexanzug gesteckt werden sollte. Melgaard übermalte die für das Verbot herangezogenen Bilder komplett oder stellenweise mit schwarzer Farbe und nannte die Ausstellung in „Ruine einer Ausstellung – Maybe art should have consequences“ um.
Das Museum wurde am 7. Mai 2005 unter großer Anteilnahme der Bevölkerung eröffnet. Am Tag der Eröffnung folgten rund 150 Herforder dem Aufruf der Antisozialabbaugruppe „genug ist genug“ und demonstrierten gegen das Projekt. Kritiker begründeten ihre Ablehnung des Projekts mit unplanmäßigen Kostensteigerungen. Allein die Baukosten verschlangen das Doppelte der ursprünglich angesetzten Summe, nämlich 30 Millionen Euro statt der vorgesehenen 30 Millionen Mark. Zugleich gründete sich ein Förderverein Marta Freunde & Förderer e. V., der heute ca. 500 Mitglieder umfasst und für das Museum eintritt.
Die jährliche Besucherzahl hat sich nach Schwankungen in den ersten Jahren inzwischen bei 60.000 bis 70.000 eingependelt.

## Architektur
Der Museumsbau aus rotem Klinkerstein und Edelstahl erinnert an eine riesige Skulptur. Es ist asymmetrisch erbaut und hat zur Straßenseite keinerlei Fenster. Zusammengesetzt ist der Bau aus vielen konvexen und konkaven Bauteilen mit gewellt ansteigenden Dächern. Darin sind Lichtschächte eingearbeitet, die das Innere des Museums erhellen. Die Lichtschächte sehen von Weitem aus wie abgebrochene Schornsteine von Ozeandampfern. Den Mittelpunkt des Gebäudes stellt ein 22 Meter hochaufsteigender Dom dar. Um diesen Dom herum sind fünf Galerien angeordnet, die alle unterschiedliche Höhen haben. Der Eingangsbereich besteht aus Glas und Edelstahl. Die Wände und Decken im Inneren bestehen aus Gipskarton, sind ebenfalls schräg und wellig. Das Gebäude bietet eine Ausstellungsfläche von 2500 m². Besonders auffallend sind auch die Holzvertäfelungen und leicht geschwungenen Holztreppen.
Im Außenbereich des Museums befinden sich mehrere Objekte, darunter eine Edelstahlkugel von Luciano Fabro, die den Abschluss einer Bodenskulptur darstellt, welche den Mittelstreifen der am Museum vorbeiführenden Goebenstraße einnimmt und einen Ausschnitt aus dem Gedicht Der Ball von Rainer Maria Rilke abbildet.

## Serviceeinrichtungen
Im Forum des Museums finden Veranstaltungen unterschiedlicher Art statt (Filme, Vorträge, Konzerte). Zum Museum gehören ein Buchladen und ein Café. Unterstützt wird das Museum durch den Marta Freunde & Fördererverein.

## Rechtsform
Am 26. Mai 1998 wurde die MKK gemeinnützige Gesellschaft für Möbel, Kultur und Kunst mbH als Bau- und Errichtungsgesellschaft von Marta Herford gegründet. Im Juli 2005 erfolgte die Umbenennung in MARTa Herford gGmbH. Die Gesellschaft verfolgt ausschließlich und unmittelbar gemeinnützige Zwecke durch Trägerschaft, Unterhaltung, Förderung und Ausgestaltung von Kunst- und Geschichtsausstellungen aller Art sowie Bau und Betrieb eines Museums. Die Geschäftsführung besteht zurzeit aus dem künstlerischen Direktor Roland Nachtigäller. Vorsitzender der Gesellschafterversammlung ist der Herforder Bürgermeister Tim Kähler, sein Stellvertreter der Herforder Unternehmer Heiner Wemhöner, Inhaber der Wemhöner Surface Technologies GmbH & Co. KG.
An der Marta Herford gGmbH ist die Herforder Versorgungs- und Verkehrs-Beteiligungs-GmbH (HVV) zu 88,87 Prozent beteiligt.

## Künstlerische Direktoren / Geschäftsführung
Gründungsdirektor von Marta Herford war der belgische Kurator Jan Hoet, der das Museum von 2003 bis Ende 2008 leitete. Seine Nachfolge trat im Januar 2009 der Kunsthistoriker Roland Nachtigäller an (zuvor künstlerischer Leiter der Städtischen Galerie Nordhorn). Nachtigäller hat das Museum zum Ende des Jahres 2021 verlassen. Zum 1. Februar 2022 übernahm Kathleen Rahn die Position der künstlerischen Direktorin, die seit 2014 Direktorin des Kunstvereins Hannover war.
Von Mitte Mai 2018 bis Frühjahr 2022 hatte Andreas Kornacki die kaufmännische Geschäftsführung der Marta Herford gGmbH inne. Er war zugleich auch Geschäftsführer der Kultur Herford gGmbH.

## Möbelverbände
Im Museum Marta sind folgende Fachverbände der Holz- und Möbelindustrie ansässig: der Verband der Deutschen Küchenmöbelindustrie e. V., der Verband der Deutschen Polstermöbelindustrie e. V., der Verband der Deutschen Wohnmöbelindustrie e. V., der Arbeitgeberverband Holzverarbeitung und Holzhandel in NRW e. V., der Verband der Holzindustrie und Kunststoffverarbeitung Westfalen-Lippe e. V., der Fachverband Serienmöbelbetriebe des Handwerks, die Interessengemeinschaft Leichtbau e. V., die Initiative Pro Massivholz,
e. V., der Deutsche Korkverband e. V. und das Daten Competence Center e. V.

## Sonstiges
In der 15. Staffel der Arztserie Der Bergdoktor trägt eine Familie den Nachnamen Herford. In der im Februar 2022 im ZDF ausgestrahlten zweiteiligen Folge wird Franz Herford vom Bergdoktor behandelt. Franz’ Ehefrau heißt Martha Herford und seine Tochter Marie. Es kann davon ausgegangen werden, dass der Autor vom Museum Marta zu den Namen inspiriert wurde, obwohl in der Serie der Vorname Martha mit „h“ geschrieben wird.

## Auszeichnungen
- 2014: Museum des Jahres, gewählt von Kunstkritikern der deutschen Sektion des internationalen Kunstkritikerverbandes (AICA)
- 2011: Justus Bier-Preis für Kuratoren

## Sonderausstellungen
- 2025: Other people think. Eine Auswahl aus der Sammlung Wemhöner
- 2024/25: Luigi Colani. Formen der Zukunft
- 2024: Zwischen Pixel und Pigment. Hybride Malerei in postdigitalen Zeiten, ebenso in der Kunsthalle Bielefeld
- 2024/25: Kathrin Sonntag und Gabriele Münter. Das reisende Auge
- 2024: Annem işçi. Wer näht die roten Fahnen?
- 2023/24: Long Gone Still Here – Sound as Medium
- 2023/24: in der Lippold-Galerie: Lena Henke. Good Year. Marta-Preis der Wemhöner Stiftung
- 2023: Annette Frick. Ein Augenblick im Niemandsland
- 2023: Cinthia Marcelle. Ungehorsame Werkzeuge
- 2023: SHIFT. KI und eine zukünftige Gemeinschaft, mit dem Kunstmuseum Stuttgart[11]
- 2022/23: Tobias Zielony. Dark Data
- 2022: Pedro Reyes: Sociatry. Mit einer Bühne für Lina Bo Bardi
- 2021/22: Look! Enthüllungen zu Kunst und Fashion
- 2021: Benjamin Katz – Entdeckungen
- 2020/21: Trügerische Bilder. Ein Spiel mit Malerei und Fotografie
- 2020: Glas und Beton. Manifestationen des Unmöglichen
- 2020: Navid Nuur. Hocus Focus
- 2019/20: Im Licht der Nacht. Vom Leben im Halbdunkel
- 2019/20: 9. RecyclingDesignpreis. Ausgezeichnete Ideen
- 2019: Haltung & Fall. Die Welt im Taumel
- 2019: Rebellische Pracht. Design-Punk statt Bauhaus
- 2019: Die Realität...ist absurder als jeder Film (Gehry-Galerien)
- 2019: OWL5. Spurensuche
- 2018/19: Brisante Träume. Die Kunst der Weltausstellung
- 2018: Willkommen im Labyrinth. Künstlerische Irreführungen
- 2018: Ausbruch aus der Fläche. Das Origami-Prinzip in der Kunst
- 2018: 8. RecyclingDesignpreis – Ausgezeichnete Ideen
- 2017/18: Radikaler Modernist. Das Mysterium Mart Stam
- 2017: The Art in Music. 25 Jahre ACT-Label
- 2017: Mix it – Popmusik und Videokunst
- 2017: Kosmos. Erkundungen in der Republik Moldau und Transnistrien
- 2017: Risse in der Wirklichkeit. Gavin Turk / Jens Wolf
- 2017: Zwischen Zonen Künstlerinnen aus dem arabisch-persischen Raum
- 2017: Die innere Haut. Kunst und Scham
- 2016/17: Anders Petersen. Retrospektive (Lippold-Galerie, 1. Stock), in Kooperation mit der Bibliothèque nationale de France, dem Fotografiska Museet in Stockholm und der Galerie Vu’ in Paris
- 2016/17: Der fremde Raum. Angriffe, Verwandlungen, Explosionen (Gehry-Galerien)
- 2016: OWL4 Gegenspieler (Lippold-Galerie, 1. Stock)
- 2016: Momente der Auflösung. Fotografische Werke von Andreas Gefeller, Fabian Marti, Taiyo Onorato & Nico Krebs (Gehry-Galerien)
- 2016: Grün stört. Im Fokus einer Farbe (Lippold-Galerie, 1. Stock)
- 2016: Magie und Macht. Von fliegenden Teppichen und Drohnen (Gehry-Galerien) (stark erweiterte Übernahme der 2015 von Diane Hennebert und Christophe Dosogne für die Boghossian Foundation – Villa Empain in Brüssel konzipierten Präsentation Heaven and Hell)
- 2016: Brutal schön. Gewalt und Gegenwartsdesign (Lippold-Galerie, 1. Stock)
- 2015/16: Paarweise. Neue Werke in der Sammlung Marta (Lippold-Galerie, 1. Stock)
- 2015/16: Mark Dion. Widerspenstige Wildnis (Gehry-Galerien)
- 2015: 7. RecyclingDesignpreis. Ausgezeichnete Ideen (Lippold-Galerie, 1. Stock)
- 2015: Harmonie und Umbruch. Spiegelungen chinesischer Landschaften (Gehry-Galerien)
- 2015: Ideenlinien. Architektur als Zeichnung (Lippold-Galerie, 1. Stock)
- 2015: An Jan Eine Hommage (Marta Forum)
- 2015: (un)möglich! Künstler als Architekten (in den Gehry-Galerien)
- 2015: Frida Kahlo. Ihre Fotos
- 2014/2015: Der entfesselte Blick. Die Brüder Rasch und ihre Impulse für die moderne Architektur (in den Gehry-Galerien)
- 2014: Clemens Krauss. Es ist Zeit (in der Lippold-Galerie, 1. Stock)
- 2014/2015: gute aussichten. junge deutsche fotografie 2014/2015 (in der Lippold-Galerie)
- 2014: Freundliche Übernahme. Künstler zeigen ihre Sammlung (in den Gehry-Galerien)
- 2014: Fragen wagen. Zusammenstöße mit der Sammlung Marta (Lippold-Galerie 1. Stock)
- 2014: BOOSTER. Kunst Sound Maschine (in den Gehry-Galerien)
- 2013/14: 52 Wochen, 52 Städte. Fotografien von Iwan Baan
- 2013/14: in Zusammenarbeit mit dem Kunstmuseum Ahlen: Ruhe-Störung. Streifzüge durch die Welten der Collage (in den Gehry-Galerien)
- 2013: EVA & ADELE. Obsidian(in der Lippold-Galerie, 1. Stock)
- 2013: Farbe bekennen. Was Kunst macht(Gehry-Galerien im Erdgeschoss)
- 2013: Gute Aussichten. Zoom (in der Lippold-Galerie, 1. Stock)
- 2013: Visionen
- 2013: Nutzflächen – OWL3 (in der Lippold-Galerie)
- 2012/2013: Olav Christopher Jenssen. Enigma. Werke 1985–2012
- 2012/2013: gute aussichten. junge deutsche fotografie. New german photography 2012/2013 (in der Lippold-Galerie)
- 2012: Roger Ballen. Fotografien 1969–2009
- 2012: Guillaume Bruère. GIOM Tausendfüßler (in der Lippold-Galerie) (in Zusammenarbeit mit der Galerie der Stadt Backnang)
- 2012: Atelier + Küche = Labore der Sinne (in den Gehry-Galerien)
- 2012: Asche und Gold. Eine Weltenreise (in den Gehry-Galerien)
- 2012: Franz Erhard Walther. Die Erinnerung der Form (eine Ausstellung im Rahmen des Projekts Kraftwerk Depot) (im Marta Dom)
- 2012: Nezaket Ekici. Personal Map (to be continued …) (eine Ausstellung im Rahmen des Projekts Kraftwerk Depot)(in den Gehry-Galerien)
- 2012: JETZT. Zeitempfinden und Gegenwartsdesign (in der Lippold-Galerie, 1. Etage)
- 2012: Kunstprojekt Ralf Witthaus. Die Internationale Rasenschau 2012. The Appointment. Das Bohrloch nach Neuseeland, im Hof Bröer (Löhne)
- 2011/12: GWK-Förderpreise Kunst 2011: Kristina Berning, No More Illusions; Benjamin Greber, Almagia 2
- 2011: Jetzt. Zeitempfinden und Gegenwartsdesign (in der Lippold-Galerie, 1. Etage)
- 2011: Stille Schätze. Mappenwerke von Matisse bis Twombly aus der Sammlung Marzona (in der Lippold-Galerie, 1. Etage)
- 2011: Wir sind alle Astronauten. Universum Richard Buckminster Fuller im Spiegel zeitgenössischer Kunst (mit Ausstellung eines Dymaxion-Autos)[12][13]
- 2011: Stille Schätze. Mappenwerke von Matisse bis Twombly aus der Sammlung Marzona (in der Lippold-Galerie, 1. Etage)
- 2011: Missing Synagogues. Fotos von Martin Mühlhoff und Christian Vossiek (im Marta Forum)
- 2011: Things are Queer. Highlights der Sammlung UniCredit
- 2011: That’s me. Fotografische Selbst-Bilder (in der Lippold-Galerie, 1. Stock)
- 2011: Marta_SMS 06: Kerstin Stoll (präsentiert vom Westfälischen Kunstverein Münster in der Marta Lobby)
- 2010/11: SPAGAT! Design Istanbul Tasarımı
- 2010/11: Wir sind Orient. Zeitgenössische Arabesken
- 2010: Marta_SMS 05: Thomas Gerhards (präsentiert vom Heidelberger Kunstverein in der Marta Lobby)
- 2010: 4. RecyclingDesignpreis. Die prämierten Einreichungen(in der Lippold-Galerie, 1. Stock)
- 2011: Wir sind alle Astronauten. The Universe of Richard Buckminster Fuller Reflected in Contemporary Art
- 2010: Unsichtbare Schatten. Bilder der Verunsicherung
- 2010: Marta Sommer. Veränderungen und Aktionen
- 2010: Richard Neutra in Europa. Bauten und Projekte 1960–1970 (in den Gehry-Galerien)
- 2010: Der Fotograf Julius Shulman. A Lifetime for Architecture(in den Gehry-Galerien)
- 2010: Stephan Mörsch. Landnahme(in der Lippold-Galerie, 1. Stock)
- 2010: Marta_SMS 04: Karolin Meunier (eine Ausstellung vom Neuen Berliner Kunstverein in der Marta Lobby)
- 2010: Martin Walde. Unken(in den Gehry-Galerien)
- 2010: Ich weiß gar nicht, was Kunst ist. Einblicke in eine private Sammlung(in der Lippold-Galerie, 1. Stock)
- 2010: Marta_SMS 03: Walter Zurborg (präsentiert vom Kunstverein Wolfsburg in der Marta Lobby)
- 2009/2010: gute aussichten. junge deutsche fotografie 2009/2010 (im Marta Forum)
- 2009/2010: Pittoresk. Neue Perspektiven auf das Landschaftsbild
- 2009: Marta_SMS 02: Michele Di Menna (präsentiert vom Kunstverein Nürnberg in der Marta Lobby)
- 2009: 3. RecyclingDesignpreis (in der Lippold-Galerie, 1. Stock)
- 2009: Hellwach gegenwärtig. Ausblicke auf die Sammlung Marta
- 2009: hier und anderswo. OWL2
- 2009: Marta_SMS 01: Suse Weber (präsentiert vom Kunstverein Lingen in der Marta Lobby)
- 2009: Paolo Chiasera. Unter freiem Himmel
- 2009: Dennis Oppenheim. Electric Kisses
- 2009: Royden Rabinowitch
- 2009:  Nullpunkt. Nieuwe German Gestaltung
- 2008/2009: Loss of Control. Grenzgänge zur Kunst von Félicien Rops bis heute
- 2008: Christopher Dresser. Ein Pionier des modernen Designs (in der Lippold-Galerie, 1. Stock)
- 2008: Siegfried de Buck. Table Works (in der Lippold-Galerie, 1. Stock)
- 2008: Thomas Huber. rauten traurig (in den Gehry-Galerien)
- 2008: Robert Devriendt. Die Geschichte eines Jägers (in der Lippold-Galerie, 1. Stock)
- 2008: Ad Absurdum. Energien des Absurden von der Klassischen Moderne zur Gegenwart (in den Gehry-Galerien)
- 2008: Die Hände der Kunst (in der Lippold-Galerie, 1. Etage)
- 2008: Max Bill. ohne Anfang ohne Ende
- 2008: Wenn ein Reisender in einer Winternacht. Variationen über Max Bill
- 2007/2008: Andreas Hofer. The Long Tomorrow
- 2007/2008: OWL 1. Kunst aus Ostwestfalen-Lippe
- 2007: MARTa schweigt. Garde le silence, le silence te gardera
- 2007: Inge König-Gausepohl und Dini Thomsen. Beichtstuhl
- 2007: Benjamin Katz. Fotografien aus der Sammlung Marta (im Marta Café)
- 2007: Wäre Albrecht Dürer heute Kind, würde er sicher Marta Herford besuchen
- 2007: Carla Accardi trifft Lucio Fontana. Eine Begegnung
- 2007: Erik Schmidt. Hunting Grounds
- 2006/2007: Modernism. Designing a New World
- 2006: Sieben auf einen Streich. Baudart, Sánchez Castillo, van Erp, Fogli, Roberts, Van Severen, Stollhans
- 2006: Susanna Taras. Artificialia
- 2006: Leere X Vision. Connexions (eine Ausstellung im öffentlichen Raum)
- 2006: Tupperware. Transparent
- 2006: Zwischen Körper und Objekt (eine Videoausstellung)
- 2006: V+W Design_Matrix ein Projekt von Vogt + Weizenegger (in den Gehry-Galerien)
- 2006: Kunst als Möbel im Widerstand. Werke aus der Sammlung Marta (in der Lippold-Galerie, 1. Stock)
- 2006: Fotografie als Bild (im Marta Forum)
- 2006: Asta Gröting. The Inner Voice
- 2006: Letizia Battaglia. Passione, Giustizia, Libertà
- 2005: Reinhart Wolf. Architektur-Photographien 1969–1982
- 2005/2006: Sammlung Marta Herford. Eine Auswahl
- 2005/2006: Sammlung Karl Kerber. Eine Auswahl
- 2005/2006: Anton Henning. Oktogon für Herford
- 2005: Pascal Marthine Tayou. Rendez-vous
- 2005: Maarten van Severen. Werke/Work
- 2005: (my private) Heroes (Eröffnungsausstellung)